# Carinascincus metallicus
Carinascincus metallicus is een hagedis uit de familie skinken (Scincidae). Het is de enige soort uit het monotypische geslacht Niveoscincus.

## Naam
De wetenschappelijke naam van de hagedis werd voor het eerst voorgesteld door Arthur William Edgar O'Shaughnessy in 1874. Oorspronkelijk werd de naam Mocoa ocellata gebruikt. De skink behoorde lange tijd tot het niet langer erkende geslacht Niveoscincus en tot de geslachten Leiolopisma, Pseudemoia en Lygosoma. In de literatuur wordt daarom soms een verouderde wetenschappelijke naam gebruikt.

## Uiterlijke kenmerken
De maximale lichaamslente bedraagt 6,6 centimeter exclusief de staart. De staart is ongeveer anderhalf keer zo lang als het lichaam. De hagedis heeft een variabele kleur, sommige exemplaren zijn ongevlekt maar de meeste dieren hebben vlekken of strepen over de gehele bovenzijde van het lichaam. De buikzijde is witachitig en is bij veel exemplaren roze tot oranje van kleur, zowel bij mannetjes als vrouwtjes. Aan de keel, borst en onder de staart zijn vaak donkere vlekken aanwezig.
De kop is vrij klein en er is geen duidelijke insnoering te zien bij de nek. De frontopariëtaalschubben zijn versmolten tot een enkele schub. De oogleden zijn beweeglijk, in het onderste ooglid is een klein, doorzichtig venster aanwezig. Op het midden van het lichaam zijn altijd 24 tot 28 schubbenrijen aanwezig. Meestal zijn de bovenste zes hiervan voorzien van opstaande kieltjes.

## Verspreiding en habitat

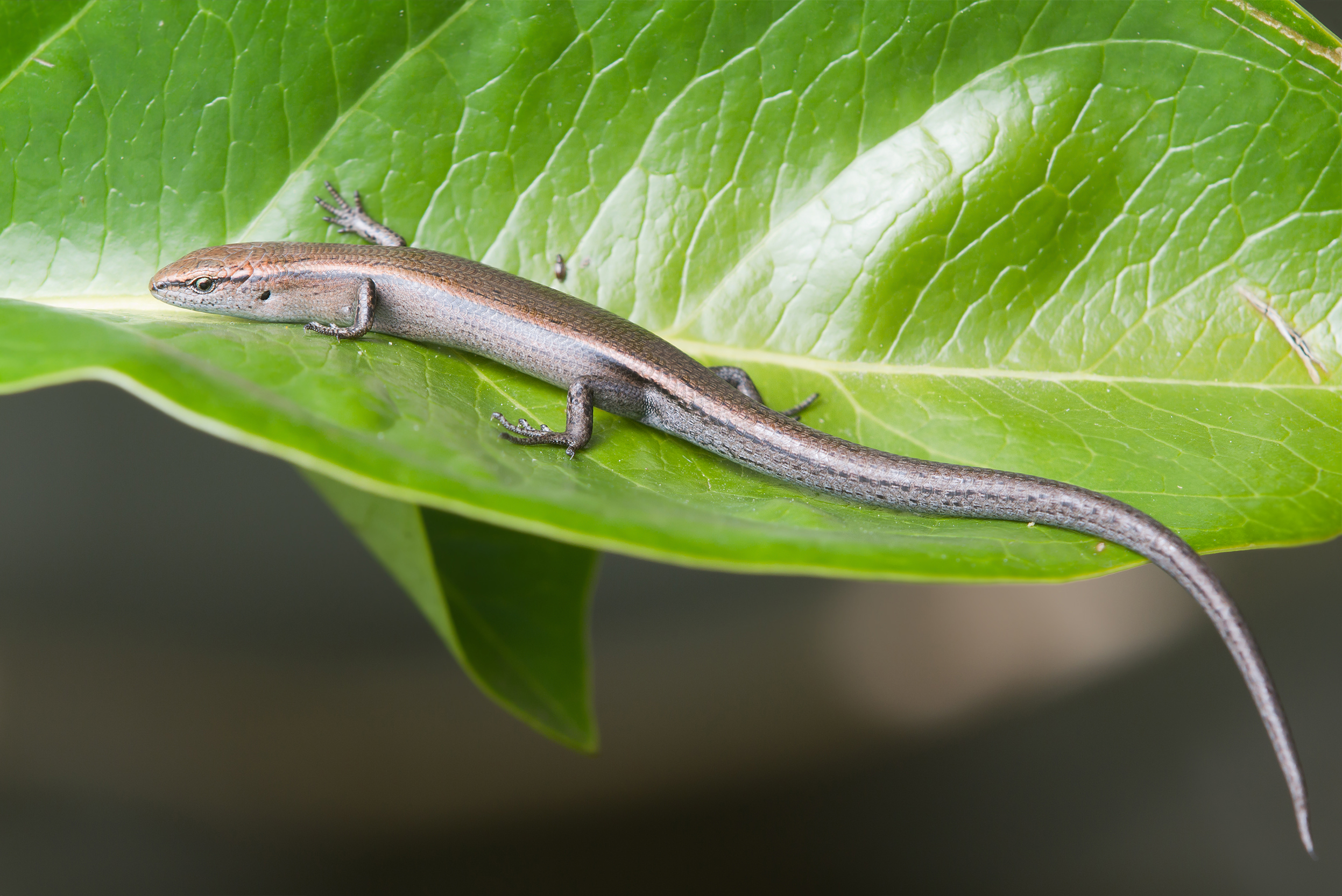
De skink leeft in begroeide gebieden, hier een exemplaar uit Austins Ferry, Tasmanië.

De soort komt endemisch voor in Australië waar ze voorkomt in het zuiden van de staat Victoria, Tasmanië en verschillende eilanden in Straat Bass. De skink is de meest voorkomende hagedis op Tasmanië.
De habitat bestaat uit kustduinen en zowel vochtige als droge bossen en ook in door de mens aangepaste omgevingen is de soort te vinden zoals tuinen. In tuinen en parken zijn de dieren soms in grote aantallen te vinden. De hagedissen schuilen in de strooisellaag, in dichte begroeiing, onder stenen en houtschors.
Door de internationale natuurbeschermingsorganisatie IUCN wordt de skink als 'veilig' beschouwd (Least Concern of LC). Het is de algemeenst voorkomende hagedis van Tasmanië. Veel exemplaren worden gedood door huisdieren zoals honden en katten.

## Levenswijze
Carinascincus metallicus is levendbarend; er worden geen eieren afgezet maar de jongen worden gevoed door een placenta en komen levend ter wereld. Het vrouwtje paart met een mannetje in de zomer, ze bewaart het sperma achter in haar lichaam om te overwinteren. Pas in de lente worden de eicellen bevrucht en in de zomer worden de jongen geboren. De lichaamslengte van de juvenielen is ongeveer 2,8 centimeter, exclusief de staart. De skink is volwassen bij een lichaamslengte van ongeveer 4,2 cm.